# Meridiungulata
I meridiungulati (Meridiungulata) sono un grande gruppo di mammiferi placentati estinti, evolutisi in isolamento nel solo Sudamerica nel corso del Terziario, quando ancora il continente era separato dal Nordamerica. Alcuni membri (come il notoungulato Mixotoxodon) migrarono verso nord durante il Grande scambio americano nel corso del Pleistocene, finendo per invadere il Nordamerica prima di estinguersi. I resti fossili più antichi risalgono al Paleocene inferiore (circa 64 milioni di anni fa), mentre quelli più recenti risalgono all'inizio dell'Olocene (circa 9 000 anni fa). Tra i sottogruppi più noti attribuiti ai meridiungulati vi sono i già citati notoungulati, i litopterni e gli astrapoteri.

## Classificazione
Il superordine Meridiungulata venne proposto nel 1975 da Malcolm McKenna per raggruppare alcuni gruppi di ungulati sudamericani estinti. Nel corso degli anni successivi, più volte è stata messa in dubbio la monofilia del gruppo, le sue parentele e la sua stessa composizione: i meridiungulati potrebbero essere membri del clade Laurasiatheria e imparentati con altri ungulati, come gli artiodattili e i perissodattili, ma è stato altresì proposto che fossero membri degli Atlantogenata. Alcuni membri attribuiti ai meridiungulati sono stati considerati in alcuni studi più vicini ad altri "ungulati": ad esempio, i piroteri sono stati avvicinati agli embritopodi (Shockey e Anaya, 2004) o ai dinocerati; anche gli enigmatici xenungulati sono stati considerati affini ai dinocerati. 
Ricerche più recenti sembrerebbero confermare una stretta parentela almeno tra alcuni gruppi (notoungulati e litopterni) e l'inclusione dei meridiungulati nei laurasiateri: i risultati del sequenziamento di collagene proveniente da fossili pleistocenici del notoungulato Toxodon e del litopterno Macrauchenia hanno indicato che questi due ordini erano strettamente imparentati e che insieme formavano un sister group dei perissodattili (Buckley, 2015; Welker et al., 2015). Questi risultati sono stati corroborati da ricerche riguardanti DNA mitocondriale di Macrauchenia, che indicano una separazione tra i gruppi avvenuta circa 66 milioni di anni fa, al termine del Cretaceo (Westbury et al., 2017). È stato quindi proposto il termine Panperissodactyla per il clade che comprende i perissodattili e i loro parenti sudamericani estinti (Welker et al., 2015). Analisi filogenetiche indicherebbero che i Kollpaniidae, i Didolodontidae e i litopterni rappresenterebbero successivi gradi di diversificazione di un clade che, in ultimo, diede origine ai perissodattili, rendendo di fatto i meridiungulati un gruppo parafiletico (Chimento e Agnolin, 2020).

## Diversificazione
I meridiungulati si originarono probabilmente da piccoli mammiferi provenienti dal Nordamerica nel Cretaceo superiore o nel Paleocene inferiore (appena dopo la scomparsa dei dinosauri). Quando le due masse continentali si separarono, questi animali si diversificaono andando incontro a una notevole radiazione evolutiva. Possibili membri dei meridiungulati originatisi nel Paleocene sono i Kollpaniidae, di piccole dimensioni, e i Didolodontidae, un po' più specializzati e grandi quanto un gatto. Già nel Paleocene vi erano però anche grandi membri del gruppo, gli xenungulati simili a rinoceronti. 
Poco più tardi comparvero altri ordini, come gli astrapoteri (vagamente simili a enormi tapiri), i piroteri (dall'aspetto simile a quello degli elefanti primitivi come Barytherium), i litopterni e i notoungulati. Questi ultimi due ordini prosperarono a lungo, per tutto il Cenozoico, e sopravvissero fino alla fine del Pleistocene, quando dovettero soccombere alla competizione degli ungulati provenienti dal Nordamerica, che nel frattempo si era riunito al Sudamerica, e alla predazione dei carnivori. I litopterni si diversificarono molto, sviluppando forme simili a cavalli e altre a cammelli, e ancor più fecero i notoungulati: tra di essi troviamo animali simili a roditori, conigli, pecore, ippopotami, calicoteri, cavalli e cinghiali, in altrettanti formidabili esempi di convergenza evolutiva.

## Tassonomia
- †Meridiungulata
  - †Didolodontidae
  - †Kollpaniidae?
  - †Notopterna?
  - †Eoastrapostylops
  - Ordine †Notoungulata

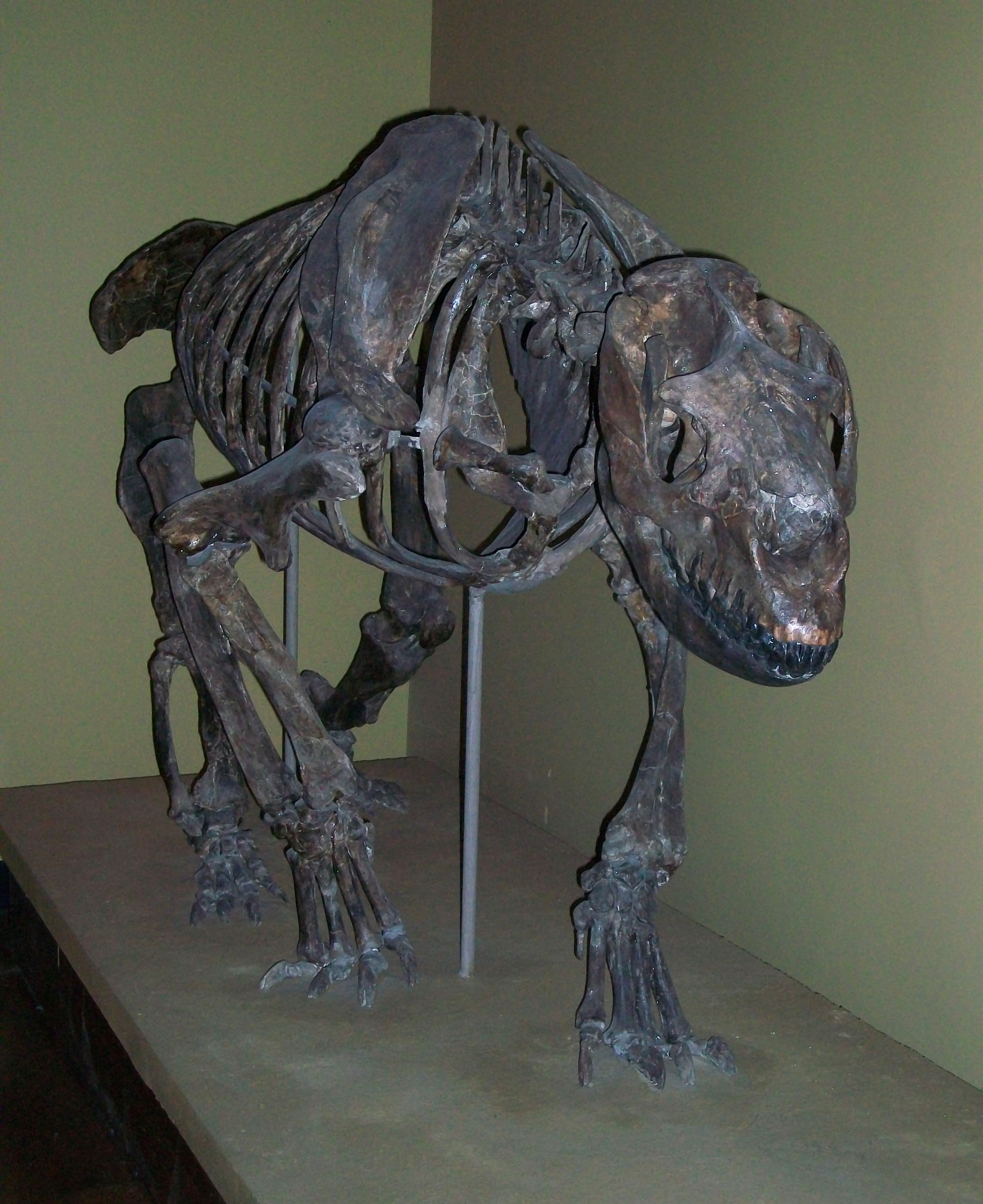
Scheletro di Homalodotherium, un notoungulato tossodonte

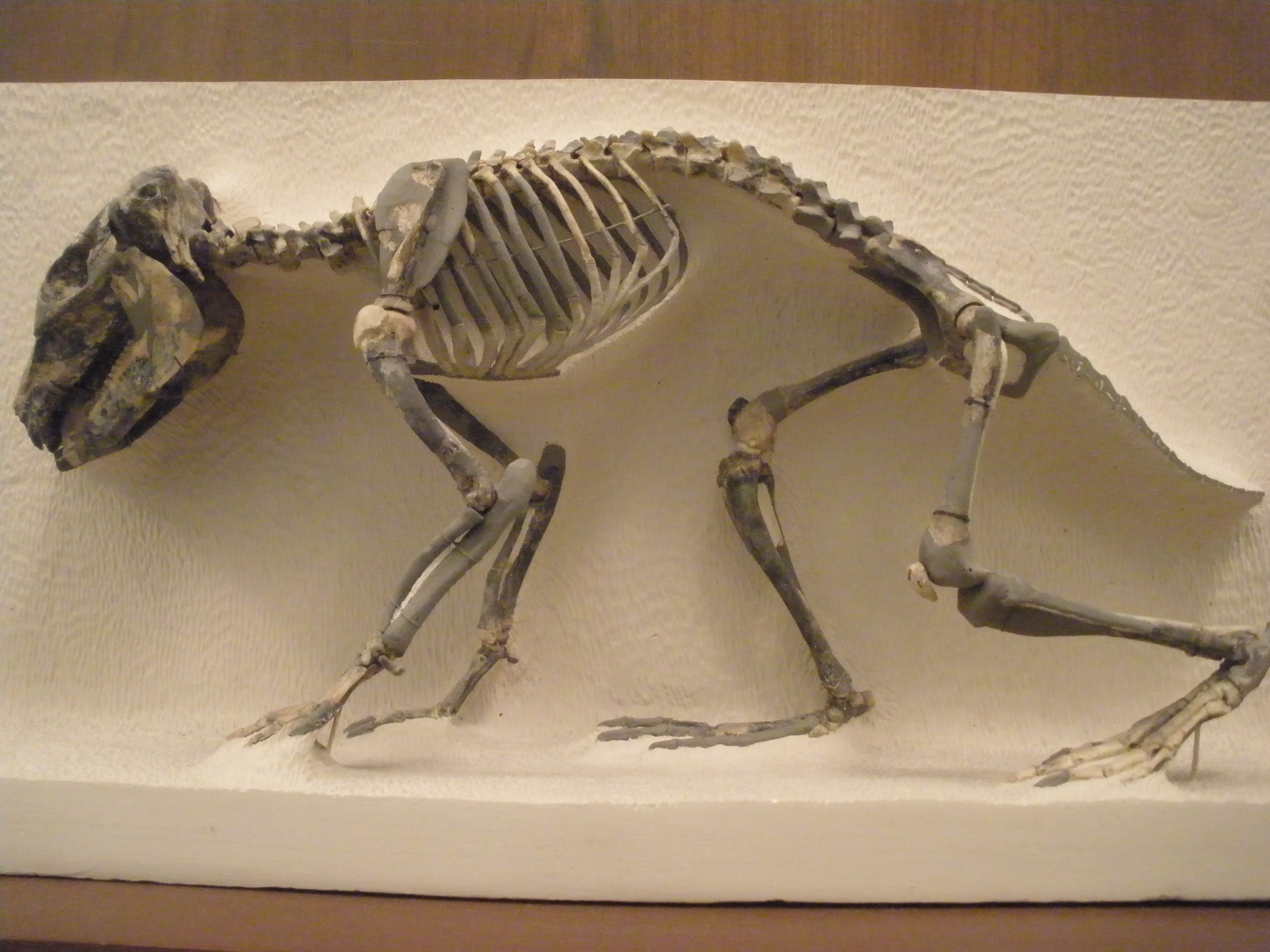
Scheletro di Propachyrucos, un notoungulato tipoterio

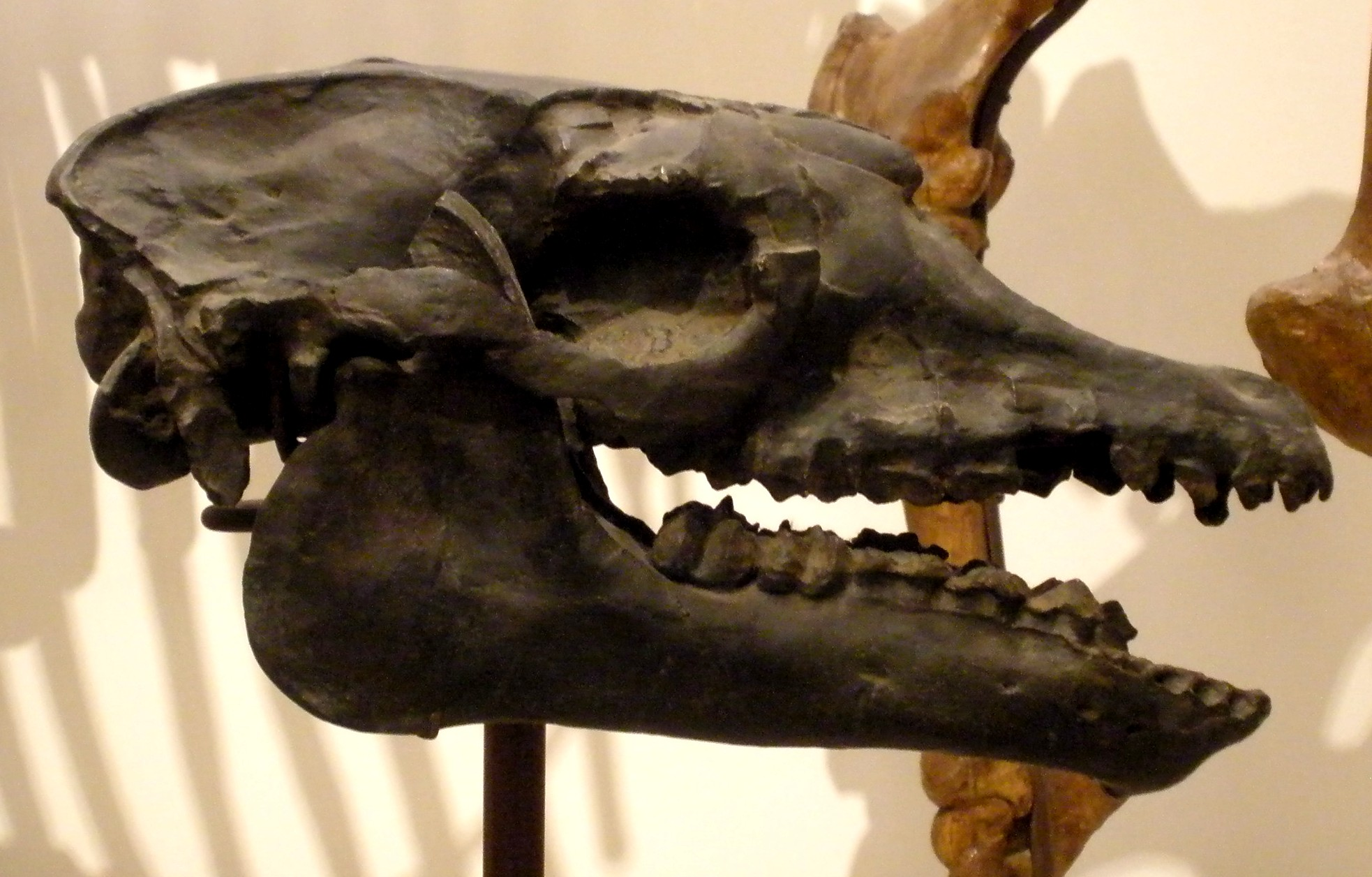
Cranio di Theosodon, un litopterno

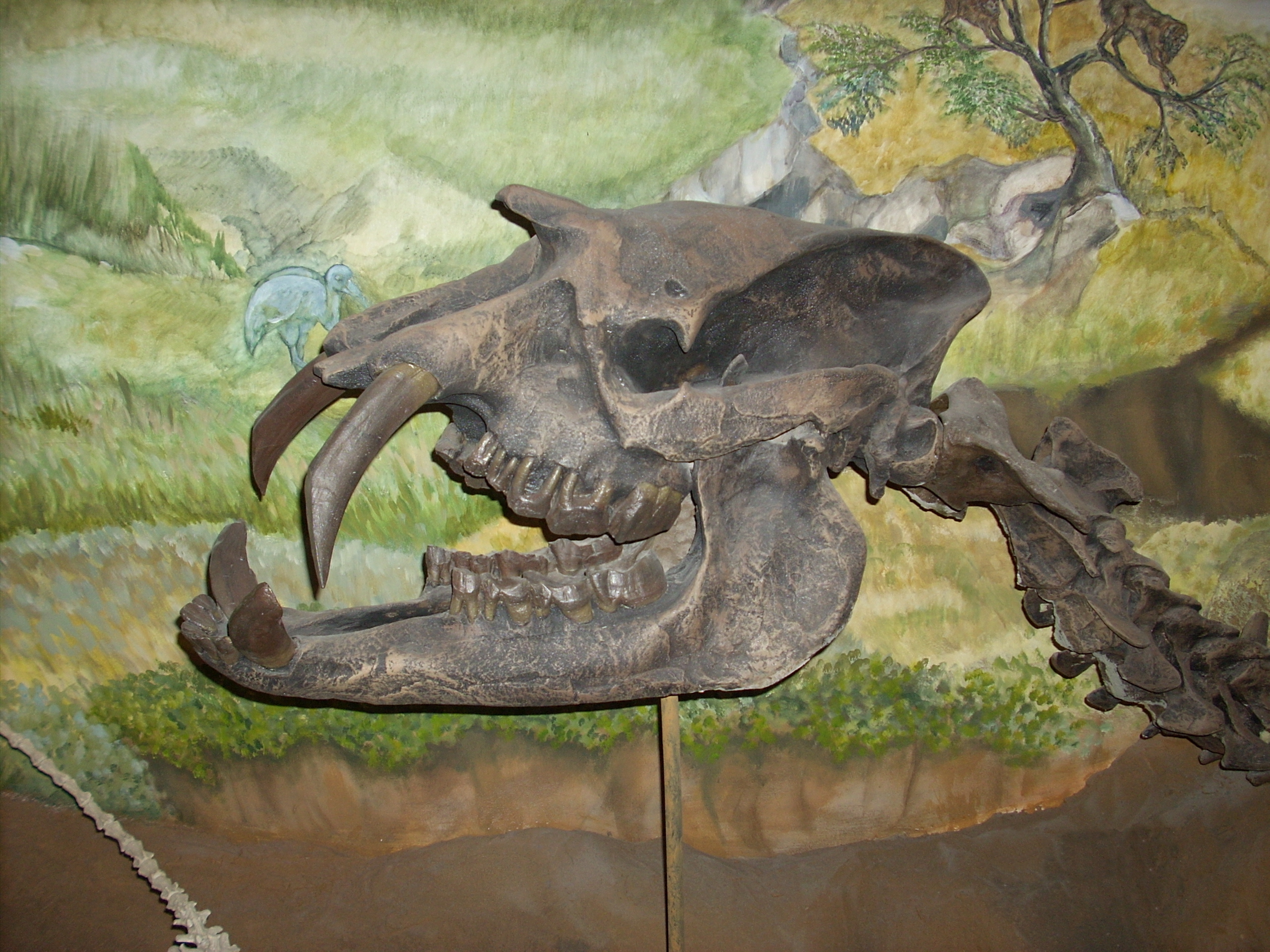
Cranio di Astrapotherium, un astrapoterio

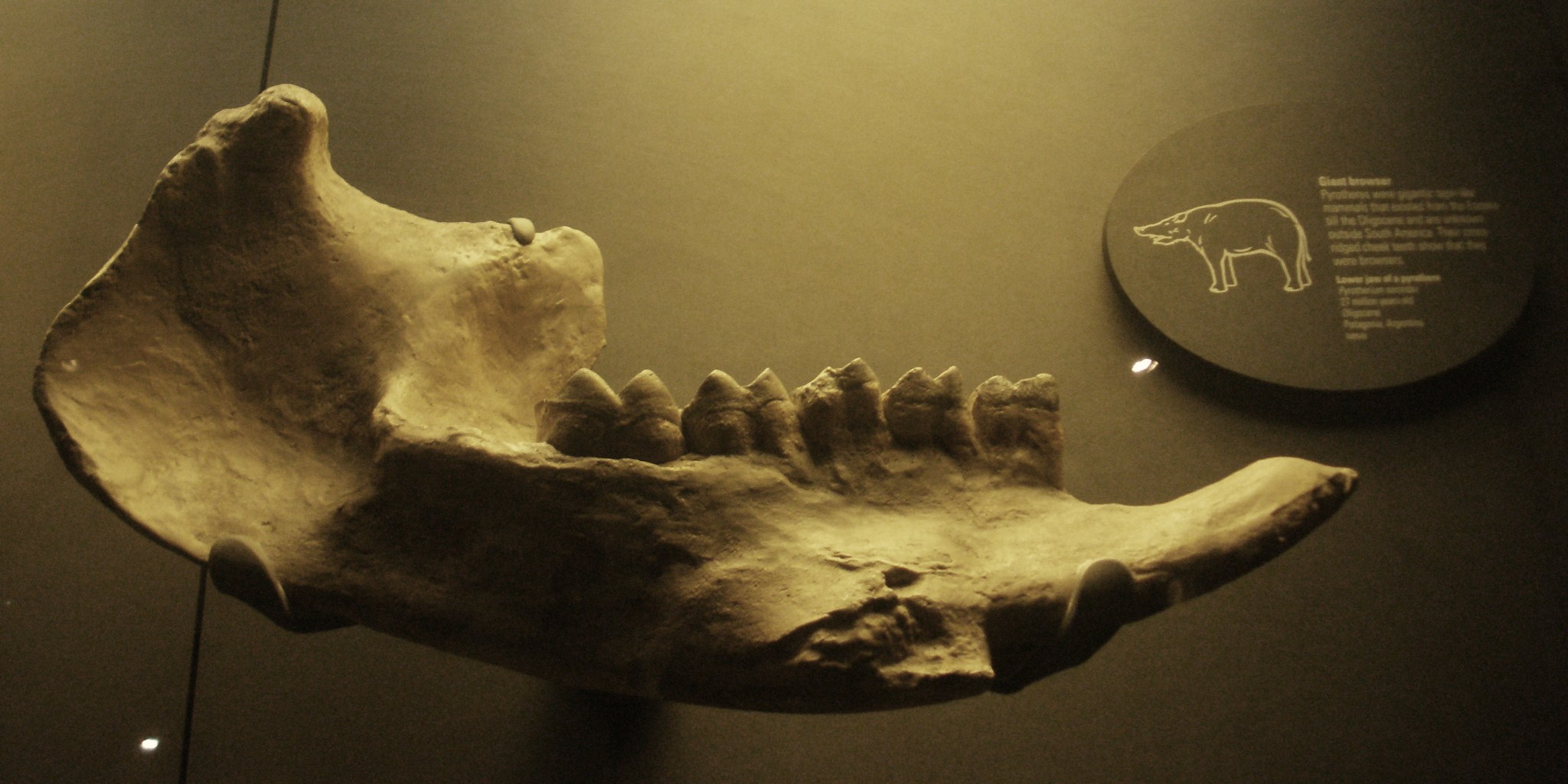
Mandibola di Pyrotherium, un piroterio

    - Sottordine †Notioprogonia (parafiletico)
      - †Henricosborniidae
      - †Notostylopidae

    - Sottordine †Toxodontia
      - †Isotemnidae (parafiletico)
      - †Notohippidae (parafiletico)
      - †Leontiniidae
      - †Toxodontidae
      - †Homalodotheriidae

    - Sottordine †Typotheria
      - †Oldfieldthomasiidae
      - †Interatheriidae
      - †Archaeopithecidae
      - †Mesotheriidae
      - †Campanorcidae
      - †Archaeohyracidae
      - †Hegetotheriidae

  - Ordine †Litopterna
    - †Protolipternidae
    - †Notonychopidae (Notopterna?)
    - †Macraucheniidae
    - †Adianthidae
    - †Proterotheriidae
    - †Sparnotheriodontidae

  - Ordine †Astrapotheria
    - †Trigonostylopidae
    - †Astrapotheriidae

  - Ordine †Pyrotheria
    - †Colombitheriidae
    - †Pyrotheriidae

  - Ordine †Xenungulata
    - †Carodniidae
    - †Etayoidae